# Susd
Susd (Șuștiu), település Romániában, a Partiumban, Bihar megyében.

## Fekvése
A Béli-hegység alatt, Vaskohtól északkeletre, Vaskoh és Biharlonka közt, a Fekete-Körös bal partján fekvő település.

## Története
Susd nevét 1588-ban említette először oklevél Közebsusdh néven.
1600-ban Svsd, 1808-ban Susth, 1888-ban Sust, 1913-ban Susd néven írták.
A település birtokosa a nagyváradi 1. sz. püspökség volt, mely itt a 20. század elején is birtokos volt.
1851-ben Fényes Elek írta a településről:
Sust, Bihar vármegyében, a váradi deák püspök vaskohi uradalmában, 258 óhitü lakossal,
anyatemplommal
1910-ben 454 lakosából 3 magyar, 451 román volt. Ebből 451 görögkeleti ortodox volt.
A trianoni békeszerződés előtt Bihar vármegye Vaskohi járásához tartozott.

## Nevezetességek
- Görög keleti temploma